# Frauenbataillon (Roman)
Frauenbataillon ist ein tragischer Liebes- und Kriegsroman von Heinz G. Konsalik aus dem Jahr 1981, der in der Sowjetunion vor dem Hintergrund des Zweiten Weltkriegs spielt.

## Inhalt

### Klappentext
Sie kämpften an vorderster Front gegen Hitlers Armeen. Die deutschen Soldaten fürchten ihre Unerbittlichkeit und ihren Todesmut. Als Scharfschützen, an der Flak und im Nahkampf kannten sie weder Furcht noch Gnade – die Soldatinnen der russischen »Frauenbataillone«. Doch diese Frauen waren keine eiskalten Killer. Der Krieg zwang sie zu töten – ihre Sehnsucht und ihren Hunger nach Liebe bezwang er nicht.

„Was soll ich mit Stella tun? Es gibt nur drei Möglichkeiten: Sie laufen lassen – das bedeutet den Tod vieler Kameraden. Sie töten – dazu bin ich nicht fähig, so wie sie vor mir sitzt mit nackten Brüsten, jung und schön, die blonden Locken zerzaust, in den blaugrünen Augen der Schimmer der violett untergehenden Sonne. …[]… Du kannst einen Mann umarmen und ihm von hinten das Messer in die Rippen stoßen! Bist du wirklich so eine? Mit diesen Augen? Mit diesem Mund? Mit diesem Körper? Bist du wirklich eine Bestie, Stella? Wenn du nur etwas von dem verstehen könntest, was ich sage.“

### Handlung
In der Eingangssequenz wird der Jäger Pjotr Salnikow von einem Bären getötet. Schauplatz sind die sibirischen Wälder in der Nähe der Ortschaft Nowo Kalga. Seine Frau, Stella, die in einem Gefäß das Blut ihres getöteten Ehemanns aufbewahrt, sinnt auf Rache. Es gelingt ihr, den Bären zu erlegen und in einer Art Ritual das Blut ihres Mannes in dessen Rachen zu schütten. Sie erinnert sich wieder an den Juli 1943, nördlich des Donez, in der Nähe von Bjelgorod, wo sie ihren späteren Ehemann kennengelernt hatte.
Die Handlung wechselt zum Zweiten Weltkrieg an der Ostfront. Im Sektor der Heeresgruppe Don, im Abschnitt der italienischen 8. Armee werden sonderbare Vorfälle gemeldet. Immer wieder verschwinden vorgeschobene Posten entlang der HKL. Die Heeresleitung geht zunächst von Überläufern aus und beschließt, diese Vorfälle genauer zu untersuchen. Dabei werden alle drei Offiziere erschossen. Täterinnen sind die sowjetischen Scharfschützinnen Schanna (29 Treffer), Lida (24 Treffer) und Darja (29 Treffer). Diese und eine Reihe anderer Frauen haben eine Spezialausbildung an der Moskauer Scharfschützenschule in Weschnjaki absolviert, gehören zu den Besten des Landes und dienen in der Eliteeinheit der Soja Valentinowna Badja, im sogenannten „Frauenbataillon“. Sie haben im „Niemandsland“ der Front italienische Soldaten entführt, sie im Schutz der Nacht in ihre Stellungen verschleppt und sich dort gemeinschaftlich an ihnen vergangen. Danach wurden die Männer erschossen. Diese Vorfälle wiederholen sich verschiedene Male.
Die Meldung über die Taten der Scharfschützinnen dringen bis zur obersten Generalität. So erfährt auch Generalfeldmarschall von Manstein davon. Daraufhin werden die beiden Scharfschützen Hesslich und Dallmann von der Scharfschützenschule in Posen unter der Leitung von Major Molle damit beauftragt, den Spuk zu beenden und die sowjetischen Scharfschützinnen zu töten. Am 12. Januar 1943 beginnt die sowjetische Großoffensive in der Donsteppe und die Operation muss abgebrochen werden. Die Scharfschützinnen, deren Leben als Einzelkämpferinnen sehr wertvoll ist, werden von der HKL abgezogen. Im Frühjahr 1943 stabilisiert sich die Front zwischen Donez und Mius wieder und ein neuer Stellungskrieg beginnt. Dies ist wiederum die Stunde der Scharfschützen, die sich bei dieser Kampfweise ideal entfalten können. Die Scharfschützenabteilung Badja richtet sich im Grabensystem der Roten Armee nördlich von Bjelgorod ein. Stalin veranlasst, dass die Politkommissare nach und nach von der kämpfenden Truppe zurückgezogen und durch Offiziere ersetzt werden. Die Scharfschützinnen sind sehr erfolgreich und töten innerhalb kurzer Zeit 39 Wehrmachtsoldaten durch gezielte Kopfschüsse. Insbesondere im Abschnitt der 4. Kompanie/Leutnant Bauer III, wo jetzt auch Hesslich und Dallmann eingesetzt werden. Die Scharfschützinnen beobachten Hesslich, der sich charakteristischerweise mit der Strickmütze seiner Großmutter tarnt und sich damit, bei den wenigen Gelegenheiten, bei denen er gesichtet wurde, gewissermaßen unverwechselbar macht. Beide Gruppen belauern einander nächtelang. Bei einer dieser Jagden wird Schanna, die in einem verlassenen Dorf allein die Stellung hält, während der Rest der Abteilung bei einer politischen Schulung ist, von Hesslich an der Schulter verletzt, kann jedoch entkommen. Damit wurde Schannas „Kriegsehre“ verletzt und ihre Kommandantin Badja macht ihr zur Auflage, dass sie weitere zehn Deutsche töten muss, um erneut in die Gemeinschaft der Scharfschützinnen aufgenommen zu werden. Der Ruf der gefährlichen „Strickmütze“, jenes geheimnisvollen wie gefährlichen deutschen Scharfschützen, macht die Runde. Ansonsten sind die militärischen Aktivitäten an der weitgehend ruhigen Front eingeschlafen. Beide Seiten erfreuen sich drei Monate lang einer trügerischen Stille und genießen den Sommer. Die deutsche und die sowjetische Scharfschützengruppe belauern sich gegenseitig, beobachten einander durch das Zielfernrohr, wie sie nackt ein Bad im Fluss nehmen, und die sexuelle Gier beider Parteien steigert sich.
In Zwischenzeit verführt Darja den Politkommissar Foma, woraus sich eine heftige Affäre entwickelt. Seine Ehefrau Praskowa erhält von höchster Stelle die Erlaubnis, ihren Mann an der Front zu besuchen. Eines Tages, im Juni 1942, taucht sie überraschend im Bunker des Politkommissars auf und entdeckt Darja, die gerade ein Bad nimmt. Rasend vor Eifersucht erschlägt Praskowa ihre Nebenbuhlerin mit einem Holzknüppel. Der durch die Schreie seiner Geliebten alarmierte Foma wird ebenfalls von seiner Frau erschlagen. Soja Badja versucht den Skandal in ihrer Eliteeinheit zu vertuschen. Praskowa, deren Leben auf einmal sinnlos geworden ist, will sich aus Verzweiflung im Donez ertränken, wird aber vorher von Dallmann erschossen.
Die russischen Scharfschützen beschließen eine Falle auszulegen und binden ein fettes Schwein an einen Pflock, um damit die Deutschen anzulocken. Stabsgefreiter Plötzerenke fällt auf diese Falle herein und versucht sich des Schweines zu bemächtigen. Jetzt schlagen die Frauen aus dem Hinterhalt zu. Doch der Plan der Scharfschützinnen geht schief. Es kommt zu einem Handgemenge. Dabei wird Wanda getötet und Schanna gerät in deutsche Gefangenschaft. Plötzerenke beschließt, seine „Beute“ Schanna nicht an SS, SD oder Einsatzgruppen auszuliefern, sondern sie zu seinem privaten Vergnügen in einer kleinen Hütte im Niemandsland gefangen zu halten. Plötzerenke hält die verletzte Schanna am Leben, versorgt sie, vergewaltigt sie aber auch regelmäßig. Die immer schwächer werdende Schanna gibt ihren Widerstand zunächst auf und ergibt sich ihrem Schicksal. Plötzerenke entwickelt Gefühle für das ungewöhnlich hübsche Mädchen und verliebt sich in sie.
Währenddessen versucht der Kompaniechef der 4. Kp, die nachlassende Kampfmoral seiner Truppe durch Formaldienst und kleinere Gefechtsübungen wieder auf Vordermann zu bringen. Die Tatsache, dass es in einem vollkommen ruhigen Frontabschnitt dennoch zu dieser hohen Ausfallquote durch gegnerische Scharfschützinnen kommt, verursacht bei der übergeordneten Führung große Aufregung und nötigt die Division, entsprechende Maßnahmen zu treffen. Der Generalmajor und Kommandeur der Division bittet Hesslich um eine Unterredung. Es seien unhaltbare Zustände, dass sich deutsche Soldaten als Wachposten so einfach vom Feind, und zumal auch noch von Frauen, von sogenannten „Flintenweibern“, „ausknipsen“ lassen. Hesslich und Dallmann sollen dieses Treiben umgehend beenden.
Peter Hesslich geht jedoch allein, ohne Dallmann, auf eine mehrtägige „blinde Jagd“, da er sich im Gelände allein unauffälliger bewegen kann. Er benutzt dabei die gleichen Techniken wie sein Gegenüber, die sowjetischen Scharfschützinnen, nämlich Waffe und Kleidung auf einem als natürliche Insel getarnten Floss abzulegen, um unbemerkt im Schutz der Nacht das gegnerische Ufer zu erreichen. Im verlassenen Dorf kommt es zwischen ihm, Stella und Flora Victorowna zu einem nächtlichen Feuergefecht, bei dem Flora erschossen wird. Für einen Moment hat Hesslich Stella im Fadenkreuz, doch er ist von ihrer Schönheit geblendet und kann nicht abdrücken.
Zurück im Stellungssystem ist Badja außer sich vor Zorn, dass es einem deutschen Scharfschützen gelungen ist, den Spieß umzudrehen und ihnen derartige Verluste beizubringen.
Der Zustand Schannas ist mittlerweile kritisch. Ihre Wunde eitert und sie bekommt starkes Fieber. Plötzerenke muss ihr ärztliche Hilfe besorgen, da sie andernfalls stirbt. Ihre Situation ist verzweifelt. Eines Nachts konnte sie unbemerkt ein Lichtzeichen zur anderen Seite des Flusses abgeben, was aber von ihren Kameradinnen nicht beantwortet wurde. Noch hält der Hass sie am Leben, doch sie wird stündlich schwächer. Lida, Marianka und eine andere Frau überqueren den Donez, um Schanna zu befreien. Sie handeln damit gegen den Befehl von Badja. In einer Hütte entdecken sie das Mädchen, welches gerade im Beisein von Plötzerenke von Unterarzt Ursbach notoperiert wird. Bei der Schießerei wird Plötzerenke tödlich in der Lunge getroffen und verblutet daraufhin qualvoll. Lida und der Unterarzt küssen sich in einem schwachen Moment. Doch dann besinnen sich die Mädchen wieder auf ihren Auftrag und ihr Feindbild und schlagen Ursbach nieder. Schanna nehmen sie in ihr Grabensystem mit. Trotz ihrer erlittenen Qualen wird sie von Soja Badja nicht amnestiert, erträgt die Schande nicht und erschießt sich selbst.
Auch die Rote Armee ist durch das Auftauchen deutscher Scharfschützen beunruhigt und schickt den besten Mann der 7. Gardearmee: Sergeant Bairam Wadimowitsch Sibirzew. Ein sibirischer Meisterschütze. Bei den Scharfschützinnen fällt er wegen seines arroganten Auftretens und seiner Einstellung, Frauen als leichte Beute anzusehen, schnell in Ungnade. Stella erhält als eine der ersten das neue Scharfschützengewehr Tokarew SWT-40 und sie kann es kaum erwarten, dieses gleich an lebenden Zielen auszuprobieren. Während sich zwischen Stella und Bairam ein Konkurrenzkampf um die besten Abschussergebnisse entwickelt, laufen im Hintergrund auf deutscher Seite Vorbereitungen, um in einer neuen Großoffensive den Frontbogen von Kursk zu bereinigen.
Berichte über Gräueltaten der Einsatzgruppen heizen bei der Roten Armee die Stimmung gegen die Deutschen auf. Usanow und Badja studieren Luftbilder der deutschen Stellungen. Sie bekommen immer deutlicher ein klares Bild der Gegebenheiten ihres Feindes, den sie alsbald endgültig ausschalten wollen. Hesslich und Dallmann liegen wieder gemeinsam auf Lauerposten. Hesslich bekommt heraus, dass Dallmann Pervitin als Aufputschmittel benutzt. Auf der anderen Seite, auf einer gewölbten Sandbank des Flusses, die „Schildkrötenrücken“ getauft wird, liegt Stella mit ihrem Nachtsichtfernrohr auf Beobachtungsposten. Dallmann, der nachlässig wird und sich leichtsinnig aus seiner Stellung vorschiebt, wird von Stella per Kopfschuss getötet. Hesslich eilt auf den „Schildkrötenrücken“ und findet Patronenhülsen. Er schwört, den Tod seines Kameraden und Freundes zu rächen und will auf eigene Faust in den russischen Linien nach der „Mörderin“ suchen und sie gnadenlos zur Strecke bringen.
Im Folgenden wird eine Scharfschützin nach der anderen von ihm eliminiert. Hesslich legt eine Fährte, eine Blutspur aus, um vor allem die blonde Meisterschützin endlich zur Strecke zu bringen. Der Name „Mützensatan“ geistert um. Ein Mann, der es tatsächlich geschafft hatte, bis tief in ihre Linien einzusickern und jetzt wahllos Rotarmisten erschießt. Marianka, Lida, Stella, Sibirzew und andere schwärmen in kleinen Gruppen aus, um ihn zu stellen und zu töten. Stella bittet Bairam, ihn bei einer Begegnung nur zu verwunden und ihn ihr zu überlassen. Hesslichs Jagdrausch ist vorerst abgeklungen. Er beobachtet eine Menge leichter Ziele, darunter auch Rotarmisten, die mit Bauernmädchen im Schutz des Waldes Geschlechtsverkehr haben, doch er tötet sie nicht mehr. In Wahrheit träumt er von seinem alten Leben in der Heimat und sehnt sich nach den Wildtieren seines Forstes.
Die Abteilung Badja ist bei der Verfolgung des „Mützensatans“ übernervös geworden. Dabei wird auch eine unschuldige Bauersfrau von Sibirzew erschossen, da er sie im Halbdunkel für einen Feind hält. Währenddessen laufen auf deutscher Seite die finalen Vorbereitungen für das Unternehmen Zitadelle. Die Panzerbrigaden halten sich im Wald versteckt und die Artillerie bereitet den großen Feuerschlag vor. Drei deutsche Armeen sollen gegen 14 sowjetische Armeen (3,1 Millionen Rotarmisten) kämpfen: Keine Heldentat, sondern absoluter Wahnsinn! Die Warnungen der Abteilung Canaris werden vom OKH als „Idiotenpapier“ abgetan. Geplant ist ein Durchbruch auf die Donezfront auf der Linie Wowtschansk – Bjelgorod und ein Vorstoß auf Korotscha; also mitten in den Sektor der 7. Gardearmee und der Abteilung Badja. General Kitajew sieht dieses Mal allerdings keine Veranlassung, die Scharfschützinnen aus dem bedrohten Abschnitt abzuziehen.
In der Dämmerung prallen Peter Hesslich und Stella im Wald zufällig aufeinander und es beginnt zwischen den beiden ein Ringkampf auf Leben und Tod. Hesslich kann sie jedoch überwältigen und zerstört dabei ihre „Wunderwaffe“, ihr neues Tokarew-Scharfschützengewehr. Sie erwartet keine Gnade und bittet ihn um einen schnellen Tod. Doch er verbindet sie und versorgt ihre Wunden. Schließlich gestehen die beiden einander ihre Liebe und haben Geschlechtsverkehr in einem wilden Liebesrausch. Nach vollendetem Akt schlägt Stella Peter nieder und zerstört auch sein Gewehr. Sie entkommt. Wieder zurück bei ihren eigenen Truppen meldet sie, dass sie von Rotarmisten überfallen worden sei und dass man ihr das Gewehr entwendet habe. Ihre Vorgesetzte Soja geht sogar so weit, den zuständigen Divisionskommandeur um eine Untersuchung der Vorfälle zu bitten. Nur die Ärztin Galina kommt hinter Stellas Geheimnis, als sie an ihrem Körper deutsche Pflaster entdeckt, doch sie bleibt ihre Komplizin und verspricht, sie nicht verraten. Stella besitzt Peters Strickmütze als Trophäe, die sie in ihrem Büstenhalter am Körper trägt. Sibirzew kehrt in die Stellung zurück. Er ist missgelaunt, da er auf einer Streife eine Bäuerin unsittlich berührt hatte und sie ihn brüsk zurückgewiesen hatte. Auch Hesslich ist wieder bei der Truppe und berichtet von den großen Truppenansammlungen auf Seiten der Roten Armee. Doch seine Warnungen werden in den Wind geschlagen.
Das Unternehmen Zitadelle beginnt am 4. Juli 1943 mit massivem Artilleriefeuer und Luftangriffen. Dabei schwankt der Boden unter den Einschlägen.

„Jeder Führer, jeder Mann muß von der entscheidenden Bedeutung dieses Angriffs durchdrungen sein. Der Sieg von Kursk muß für die Welt wie ein Fanal wirken.“

„Frontlage: Am 5.7. früh hat bei der Armeeabteilung Kempf, der 4. Panzerarmee und der 9. Armee das »Unternehmen Zitadelle« planmäßig begonnen.“

Der Feuerschlag der Artillerie wird fortgesetzt und Pioniere bauen eine Pontonbrücke, um das Übersetzen der Panzer über den Donez zu ermöglichen. Der deutsche Angriff macht am Anfang gute Fortschritte. Das 1. und 2. Grabensystem wird überrannt und sogar der Pak-Riegel der Roten Armee kann überwunden werden. Die Abteilung Badja weicht nach hinten aus. Bei den Kämpfen fallen 19 Mädchen. Bunker VIII erhält einen Volltreffer und aufgrund der vielen Verwundeten füllt sich der Sanitätsbunker. Die 4. Kompanie stürmt in mehreren Gruppen die andere Seite des Donez. Dabei werden alle Panther-Panzer vernichtet. Auch ein überschwerer Ferdinand-Jagdpanzer kann am Ende gegen die sowjetische Übermacht nichts mehr ausrichten.
Am 6. Juli 1943 setzt sich die Abteilung Badja im Dorf Melechowo am Rosumnajafluss fest. Sie bildet dort eine Sperre und einen Brückenkopf. Ihr Auftrag lautet, die Deutschen so lange aufzuhalten, bis eine Panzerbrigade aufmarschiert ist. Um 05:00 früh stürmt die 4. Kompanie den Brückenkopf. Die sowjetischen Scharfschützinnen töten aus ihren vorbereiteten Hinterhaltstellungen heraus eine große Anzahl deutscher Infanteristen beim Überqueren des Flusses. Die Deutschen, die danach auch noch von den „Schweige-MGs“ überrascht werden und hohe Verluste erleiden, müssen an der Uferböschung in Deckung gehen. Daraus entwickelt sich das Gefecht um den Brückenkopf von Melechowo. Hesslich tötet Badja und eine Reihe anderer Scharfschützinnen. Ihr Geliebter Ugarow schwört Rache, wird aber ebenfalls von Hesslich erschossen. Nach dem Tod von Badja müssen jetzt Stella und Sibirzew die Abteilung führen. Die Versprengten können sich schließlich im Schutz von künstlichem Nebel zurückziehen. Stella entkommt mithilfe eines T-34-Panzers. Von der 4. Kp sind nur noch 34 Männer am Leben. Am 10. Juli 1943 kommt die 4. Kp in die Ortschaft Nowa Sloboda am oberen Korjenfluss. Die Offensive auf Kursk steht kurz vor der Katastrophe, da die Taktik der Roten Armee aufgeht, den Gegner weiter ins Hinterland zu lassen, um ihn dort zu vernichten. Hesslich sinnt noch immer auf Rache und macht sich im Alleingang wieder auf die Jagd. Unterarzt Ursbach will im Niemandsland Verwundete bergen und wird von der Ärztin Galina überrascht. Galina und die Scharfschützin Maja nehmen Ursbach gefangen und zwingen ihn dazu, in ihrem Lazarett zu arbeiten. Zwischen Galina und Lida bahnt sich ein Eifersuchtsdrama um Urbach an.
Am 12. Juli 1943 beginnt die große sowjetische Gegenoffensive und sie wird ein Erfolg auf der ganzen Linie. Die 4. Kp muss sich weiter zurückziehen und mit anderen Verbänden einen Verteidigungsring um Bjelgorod bilden. Währenddessen läuft die Rückeroberung Charkows an. Lida verhilft Ursbach zur Flucht, wird aber kurz danach von Galina ertappt. Zwischen den beiden entbrennt ein Kampf auf Leben und Tod, den Lida für sich gewinnt. Später findet man Galinas Leiche, im Schlamm erstickt, und gibt dem flüchtigen Ursbach daran die Schuld. Stella wird zum Leutnant befördert und feiert ihren 329. Treffer. Sie ist außerdem Anwärterin zur „Heldin der Sowjetunion“. Lt. Bauer III wird verwundet und durch Oberleutnant von Bellinghoven ersetzt, welcher schon am 16. August 1943 fällt. Wieder einmal schlugen die Scharfschützinnen Lida und Maja zu. Wenig später wird Hesslich von einem Granatsplitter getroffen und erleidet eine schwere Beinverletzung. Alle anderen Kameraden sterben dabei und auch Hesslich wartet auf den Tod. Da wird er zufällig von Stella gefunden. Ein abermaliger deutscher Gegenstoß trifft auf die Abteilung Badja, die jetzt von Sibirzew kommandiert wird. Dieser gibt den Befehl, sich einzeln abzusetzen und sich bei Lunowo wieder zu sammeln. Es gelingt ihnen jedoch zuvor, die 4. Kompanie völlig aufzureiben. Stella bleibt verschollen. Man findet lediglich ihr blutverschmiertes Trefferbuch in einem Granattrichter. Stella und Peter, der sich von nun an nur noch „Pjotr“ nennt, verstecken sich in einem Keller mit faulenden Kartoffeln. Um sie herum tobt eine heftige Panzerschlacht. Stella versorgt Pjotrs Verletzung so gut es geht.
Dann beschließt sie, ihr Leben als Scharfschützin Korolenkaja für immer zu beenden und mit Pjotr eine neue Zukunft aufzubauen. Während ihrer Abwesenheit erhält die Abteilung Badja eine neue Kommandantin und kämpft gegen eine Einheit der Waffen-SS. Pjotr nimmt die Identität des gefallenen Leutnants Pjotr Herrmanowitsch Salnikow an. Während die beiden eine Ausstellung über die Heldentaten der Roten Armee besuchen, entdeckt Stella eine Fotografie, die sie in ihrer alten Identität zeigt, als beste Scharfschützin der Südfront, Stella Korolenkaja, die man jetzt offiziell zur Heldin gemacht hat, und ist emotional stark davon ergriffen. Sibirzew entdeckt durch einen Zufall Stella wieder und bedroht damit das neue Glück der beiden. Stella lockt ihren lüsternen Widersacher unter dem falschen Versprechen auf schnellen Geschlechtsverkehr in den Keller einer Ruine und erschlägt ihn dort. Danach müssen Stella und Pjotr auf dem schnellsten Weg aus Charkow fliehen. Ihre Reise führt sie nach Sibirien, wo sie gemeinsam ein neues gemeinsames „Paradies“ aufbauen wollen. So kommen sie im Mai 1946 nach Nowo Kalga, wo Pjotr Forstarbeiter wird und sich ein Stück Land in der Taiga pachtet. Bald wird ihr Sohn Gamsat geboren. Bei einem Besuch im Kriegsgefangenenlager Dhanuga entdecken sie Ursbach wieder. Er erzählt ihnen in einem unbeobachteten Moment, dass er hoffe, bald wieder entlassen zu werden und vielleicht nach Deutschland zurückkehren zu dürfen. Er will dort vom legendären Frauenbataillon erzählen, vermutet aber, dass ihm niemand glauben wird. In der gleichen Nacht zeugt das Paar ihre Tochter Nani. Der Jäger Salnikow wird zu einer Legende.

## Figuren
- Stella Antonowna Salnikowa alias Stella Antonowa Korolenkaja: Ukrainische Weberin und Meisterschützin. Die weibliche Hauptfigur der Geschichte. Sie verliebt sich im Laufe des Buches in den Deutschen Peter Hesslich.
- Marianka Stepanowa Dudowskaja: Bäckerin und Scharfschützin.
- Schanna Iwanowna Babajewa: 18-jährige Schafhirtin und Scharfschützin vom Baikalsee.
- Lida Iljanowna Selenko: Studentin der Zahnmedizin und Scharfschützin.
- Darja Allanowna Klujewa: Studentin der Architektur und Scharfschützin.

Stella, Marianka, Schanna, Lida und Darja, die alle im Nah- und Einzelkampf ausgebildet worden sind, gehören zu den besten ihres Jahrgangs der Scharfschützenschule von Weschnjaki bei Moskau. Die Mädchen werden der Abteilung Badja unterstellt. “Sie hatten braune, schwarze und kastanienrote Locken und hübsche, fast noch kindliche Mädchengesichter.”
- Soja “Soitschka” Valentinowna Badja: Kapitän, Kommandantin der Scharfschützeneinheit. Die 31-jährige Kriegerwitwe führt ihre Einheit mit ausgesprochener Härte. Soldatisches Pflichtbewusstsein und militärische Ehrbegriffe gehören zu ihren wichtigsten Prinzipien. Sie verlangt von ihren Untergebenen bedingungslosen Gehorsam.
- Galina Ruslanowna Opalinskaja: Ärztin der Scharfschützeneinheit.
- Victor Iwanowitsch Ugarow: Leutnant der Abteilung Badja. Der 25-jährige Mann wird der Geliebte von Soja Badja.
- Foma Igorewitsch Miranski: politischer Kommissar der Abteilung Badja. Der mittelalte Mann ist nur mit Unwillen Kommissar einer Spezialeinheit aus Frauen geworden. Er ist für die Moral seiner Truppe zuständig, kann aber letztendlich Schannas Verführungskünsten nicht widerstehen.
- Bairam Wadimowitsch Sibirzew: Sergeant und Scharfschütze aus Sibirien.
- Iwan Rasulowitsch Kitajew: General der Roten Armee.
- Olga Petrowna Rabutina: Oberst, Kommandantin der Scharfschützenschule. Sie händigt den Mädchen nach Abschluss der Ausbildung Trefferbücher aus, in denen sie ihre tödlichen Kopfschüsse dokumentieren sollen.
- Dr. Wiljam Matwejewitsch Semaschko: Arzt in Nowo Kalga.

- Peter Hesslich alias Pjotr Herrmanowitsch Salnikow: Oberfeldwebel und Scharfschütze. Hauptfigur der Geschichte. Der aus Wuppertal stammende Hesslich wollte ursprünglich Förster werden, kann aber nach einem Skandal mit der Frau des Oberförsters diesen Beruf nicht mehr ausüben und gelangt wider Willen zur Wehrmacht. Aufgrund seines Talentes an der Waffe wird er zum Scharfschützen ausgebildet. Hesslich hat keinerlei Ehrgeiz auf Beförderungen und ähnliches. Hesslich hatte 1942 bereits mehrere Einsätze bei Demjansk, vor Leningrad, am Peipussee, Smolensk, Woronesch und in Partisanengebieten hinter sich gebracht. Er verrichtet seinen Dienst an der Waffe gekonnt, aber mit großem Widerwillen. Im Gegensatz zu seinem Scharfschützenkameraden Dallmann hat er großen Skrupel, Frauen zu töten.
- Uwe Dallmann: Unteroffizier und Scharfschütze.
- Lorenz von Stattstetten: Fähnrich.
- Richard Molle (MM): Major einer Spezialeinheit in Posen. Er hat Hesslich und Dallmann zu Scharfschützen ausgebildet.
- Franz Bauer III: Leutnant, 4. Kompanie.
- Fritz Plötzerenke: Stabsgefreiter.
- Helge Ursbach: Unterarzt.

## Wirtschaftlicher Erfolg
Das Werk, von dem bereits wenige Wochen nach Erscheinen 100.000 Exemplare verkauft worden waren, entwickelte sich in den 1980er Jahren zu einem „Superrenner“ und hielt sich lange Zeit im mittleren Bereich auf der SPIEGEL-Bestsellerliste.

## Rezensionen
Der Plot der Geschichte ähnelt stark dem des vorangegangene Werkes Sie waren zehn. Auch hier verfällt ein junger Mann im Feindesland der Schönheit des Landes und seiner Frauen. Am Ende nimmt der Held eine neue Identität an, lässt sein altes Leben zurück und lebt sein neues Glück. Der Volksschriftsteller, der nach eigenen Angaben 20 Jahre für die Entwicklung des Stoffes recherchiert haben will und dem eine Reproduktion gängiger Stereotype vorgeworfen wird, entwirft mit seinem Roman ein Bild von einem sowjetischen Elitefrauenbataillon als einer „Horde eiskalter Mörderinnen“, beziehungsweise „mannstoller Raubkatzen“, welches wohl kaum der damaligen Kriegswirklichkeit entspricht. Konsalik spielt hier bewusst mit erotischen Fantasiebildern des Lesers, die er durch die Schilderung von äußerst attraktiven Frauen im Fronteinsatz evoziert. Sie sind „todbringende Jägerinnen“ und „geile Amazonen“ zugleich. Eine Wortwahl von Frauen mit „Mandelaugen“ und „kleinen harten Brüste“ soll die Vorstellungen der Landser beflügeln. In Konsaliks verzerrtem Frauenbild stellen Russinnen Grausamkeit, Schönheit und sexuelle Triebhaftigkeit in einer Person dar. Seine Sprache ist chauvinistisch bis frauenfeindlich.

„Damals zog die Ärztin Marfa Wadimowna mit uns herum, ein wahres Luderchen, bei Gott, mit strengem Gesicht, einem wahren Kuheuter von einem Busen und einem Hintern, auf dem man Holz hacken konnte.“

Konsaliks Buch hat die Tagesabläufe und die Gedankenwelt der Soldaten zum Thema, ihren erbitterten Hass und, der Grausamkeit des Krieges zum Trotz, ihre Bereitschaft zu lieben.

## Historischer Kontext
Konsalik nimmt mit seinem Roman die Tatsache auf, dass während des „Großen Vaterländischen Krieges“ etwa 800.000 bis eine Million russische Frauen ihren Militärdienst bei der Roten Armee leisteten. Das Bild von sogenannten russischen „Flintenweibern“ prägte die Vorstellungen der damaligen Zeit.
Besondere Beachtung fanden die Präzisionsschützinnen wie Nina Petrowa, Nina Lobkowskaja, Lidjia Gudovanzewa, Tatiana Baramsina, Natalja Kowtschowa, Olga Schirnina, Rosa Schanina, Ziba DeNoise/Ganijewa, Jefgenia Makeewa und Maria Poliwanowa. Eine der berühmtesten Scharfschützinnen mit den meisten Abschüssen (309 Treffer) war jedoch Ljudmila Michailowna Pawlitschenko, auch „Lady Death“ genannt, die Konsalik zu seinem Werk inspiriert haben mag.

## Textausgabe
- Heinz Konsalik: Frauenbataillon. Hestia Verlag, Rastatt, 1981. Bastei Lübbe, Bergisch Gladbach, 2002. 508 Seiten. ISBN 3-404-14684-0.